# Scandonea
Scandonea es un género de foraminífero bentónico de la subfamilia Praerhapydionininae, de la familia Soritidae, de la superfamilia Soritoidea, del suborden Miliolina y del orden Miliolida. Su especie tipo es Scandonea samnitica. Su rango cronoestratigráfico abarca desde el Campaniense (Cretácico superior) hasta el Montiense (Paleoceno inferior).

## Clasificación
Scandonea incluye a las siguientes especies:
- Scandonea samnitica